# Vogliče
Vogliče (nemško Winklern) je naselje v Občini Gospa Sveta v Okraju Celovec-dežela na Koroškem v Avstriji.